# João Paulo de Oliveira
João Paulo Lima de Oliveira (São Paulo, Brasil; 13 de julio de 1981) es un piloto de automovilismo brasileño. Desde 2006 corre en el campeonato japonés Super GT, donde resultó subcampeón en 2015. También corrió en Fórmula Nippon/Super Fórmula Japonesa, siendo campeón en 2010, subcampeón en 2014 y tercero en 2011.

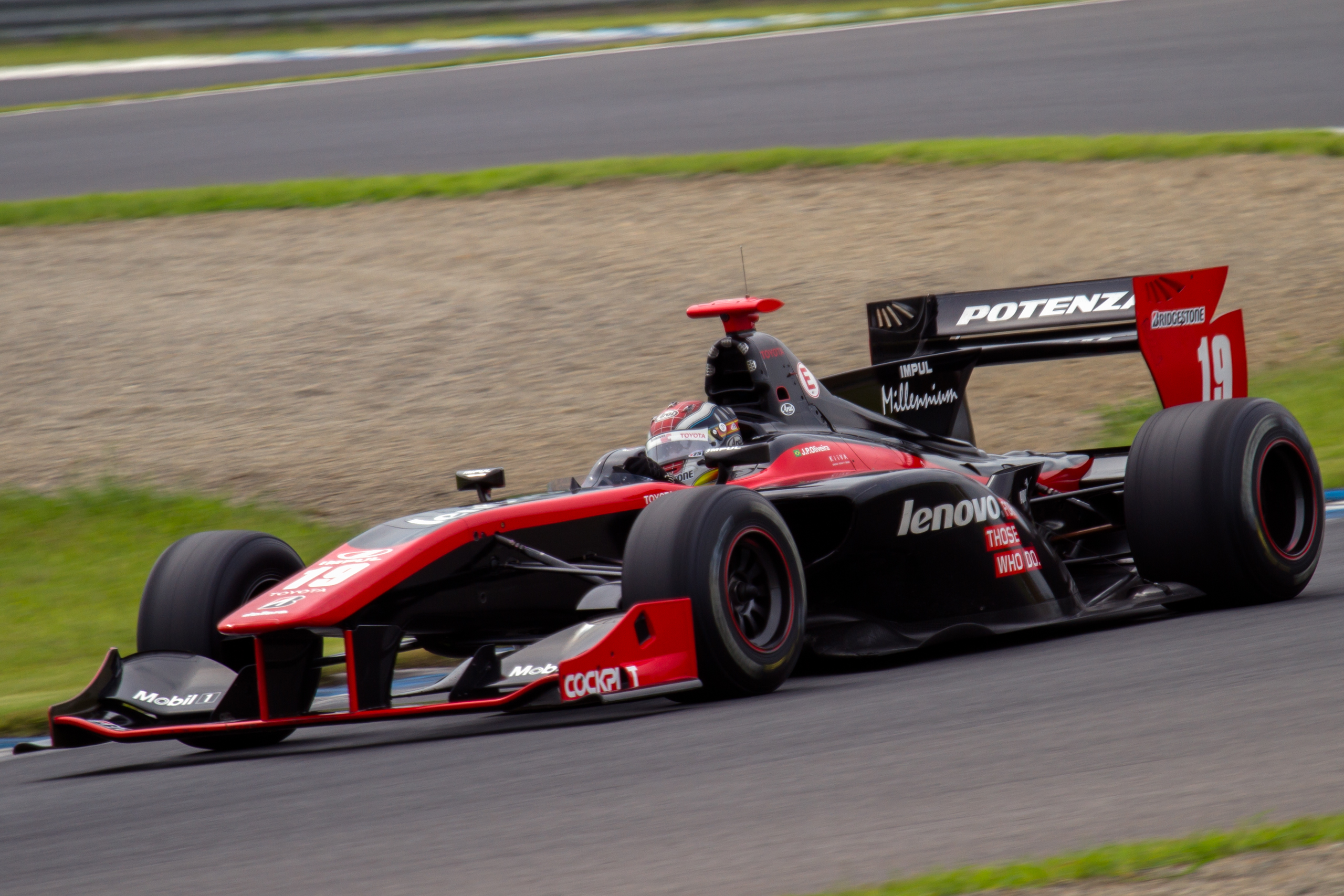
João Paulo de Oliveira en Twin Ring Motegi, 2014.

## Inicios en el automovilismo
Luego de competir en karting, De Oliveira fue campeón de la clase B de la Fórmula 3 Sudamericana en 1999 y subcampeón absoluto en 2000. Luego pasó a competir en la Fórmula 3 Alemana, acabando séptimo en 2001, 12º en 2002 y campeón en 2003. En 2004 se instaló en Japón, resultando subcampeón de la Fórmula 3 Japonesa en 2004 y campeón en 2005.

## Fórmula Nippon
De Oliveira disputó la última fecha de la Fórmula Nippon 2006 con el equipo 5Zigen. En 2007 se convirtió en piloto titular de Kondo. Fue tercero en Suzuka 2, cuarto en Okayama y sexto en Fuji, por lo que se ubicó octavo en el campeonato de pilotos. En 2008 triunfó en Fuji 1, fue tercero en las dos mangas de Motegi, cuarto en Suzuka 1, quinto en Suzuka 2 y sexto en Sugo, por lo que terminó sexto en la clasificación general.
El piloto pasó al equipo Impul en la temporada 2010 de la Fórmula Nippon. Ganó en Motegi 1 y Suzuka 3, fue segundo en Suzuka 1 y Autopolis, tercero en Fuji y cuarto en Suzuka 2, por lo que resultó campeón ante André Lotterer y Loïc Duval.
En 2011, el brasileño ganó en Motegi 1, acabó tercero en Motegi 3 y cuarto en Autopolis y Fuji. Por tanto, quedó tercero en el campeonato por detrás de Lotterer y Kazuki Nakajima.
De Oliveira ganó en 2012 en Motegi 2, fue segundo en Motegi 1, tercero en Suzuka 1 y cuarto en Suzuka 2, por lo que se ubicó quinto en el campeonato. En 2013 volvió a colocarse quinto, al obtener un tercer puesto en Suzuka 2 y dos cuartos en Autopolis y Motegi.
Siguiendo con Impul en la temporada 2014 de la Super Fórmula, De Oliveira obtuvo tres triunfos en Fuji 1, Motegi y Suzuka 2, un segundo opuesto en Fuji 2, un tercero en Autopolis y un cuarto en Suzuka 3. De esta manera, fue subcampeón por detrás de Nakajima.
En 2015, De Oliveira triunfó en Fuji, fue tercero en Motegi, cuarto en Suzuka 1 y quinto en Okayama y Autopolis. Por tanto, se colocó cuarto en el campeonato de pilotos.

## Super GT Japonés
De Oliveira debutó en el Super GT Japonés en 2006, donde pilotó un Nissan Fairlady Z GT500 del equipo Hasemi, obteniendo un cuarto puesto en Okayama. En 2007 fichó por el equipo Kondo para acompañar a Seiji Ara. Triunfó en Sepang y fue quinto en Motegi y los 300 km de Fuji. En 2008 pasó a pilotar un Nissan GT-R, con el que repitió victoria en Sepang y resultó quinto en los 300 km de Suzuka.
El brasileño obtuvo en 2009 una victoria en Okayama, un tercer puesto en Autopolis, un cuarto en los 400 km de Fuji y un quinto en Sepang. En 2010 siguió en Kondo pero con Hironobu Yasuda como compañero de butaca, con quien triunfó en los 300 km de Suzuka y acabó quinto en Sugo.
Impul fichó a De Oliveira en 2011 para pilotar un Nissan GT-R en el Super GT junto a Tsugio Matsuda. Venció en Okayama, fue segundo en los 250 km de Fuji y tercero en los 500 km de Suzuka. En 2012, ganó los 300 km de Fuji, fue cuarto en los 1000 km de Suzuka y quinto en Sepang y los 500 km de Fuji, obteniendo así el séptimo puesto en el campeonato de pilotos. El brasileño acumuló en 2013 una victoria en Sepang, un cuarto puesto en los 1000 km de Suzuka, un quinto en los 500 km de Fuji y dos sextos en Okayama y los 300 km de Fuji.
Hironobu Yasuda se convirtió en su nuevo compañero en el equipo Impul en el Super GT 2014. Ganó los 500 km de Fuji, y fue tercero en Okayama, Autopolis y Buriram, quedando así octavo en el campeonato de pilotos.
En 2015, el brasileño obtuvo dos segundos puestos, dos terceros y dos cuartos en las ocho fechas. Así, resultó subcampeón de pilotos de GT500 junto a Yasuda.

## Otras actividades
En 2009, De Oliveira corrió en la fecha de Okayama del Campeonato Mundial de Turismos con un Seat León del equipo Sunred. En 2011 corrió la fecha de Motegi de la IndyCar Series con el equipo Conquest.

## Resultados

### Copa Mundial de Turismos
(Clave) (negrita indica pole position) (cursiva indica vuelta rápida)

| Año  | Equipo        | Auto                         | 1   | 2   | 3   | 4   | 5   | 6   | 7   | 8   | 9   | 10  | 11  | 12  | 13  | 14  | 15  | 16  | 17  | 18  | 19  | 20  | 21  | 22  | 23  | 24  | 25  | 26  | 27  | 28  | 29  | 30  | Pos. | Pts. |
| ---- | ------------- | ---------------------------- | --- | --- | --- | --- | --- | --- | --- | --- | --- | --- | --- | --- | --- | --- | --- | --- | --- | --- | --- | --- | --- | --- | --- | --- | --- | --- | --- | --- | --- | --- | ---- | ---- |
| 2019 |               |                              | MAR | MAR | MAR | HUN | HUN | HUN | SVK | SVK | SVK | NED | NED | NED | ALE | ALE | ALE | POR | POR | POR | CHN | CHN | CHN | JAP | JAP | JAP | MAC | MAC | MAC | MYS | MYS | MYS | -    | -    |
| 2019 | KC Motorgroup | Honda Civic Type-R TCR (FK8) |     |     |     |     |     |     |     |     |     |     |     |     |     |     |     |     |     |     |     |     |     |     |     |     |     |     |     | 5   | 18  | Ret | -    | -    |